# Sans Arc

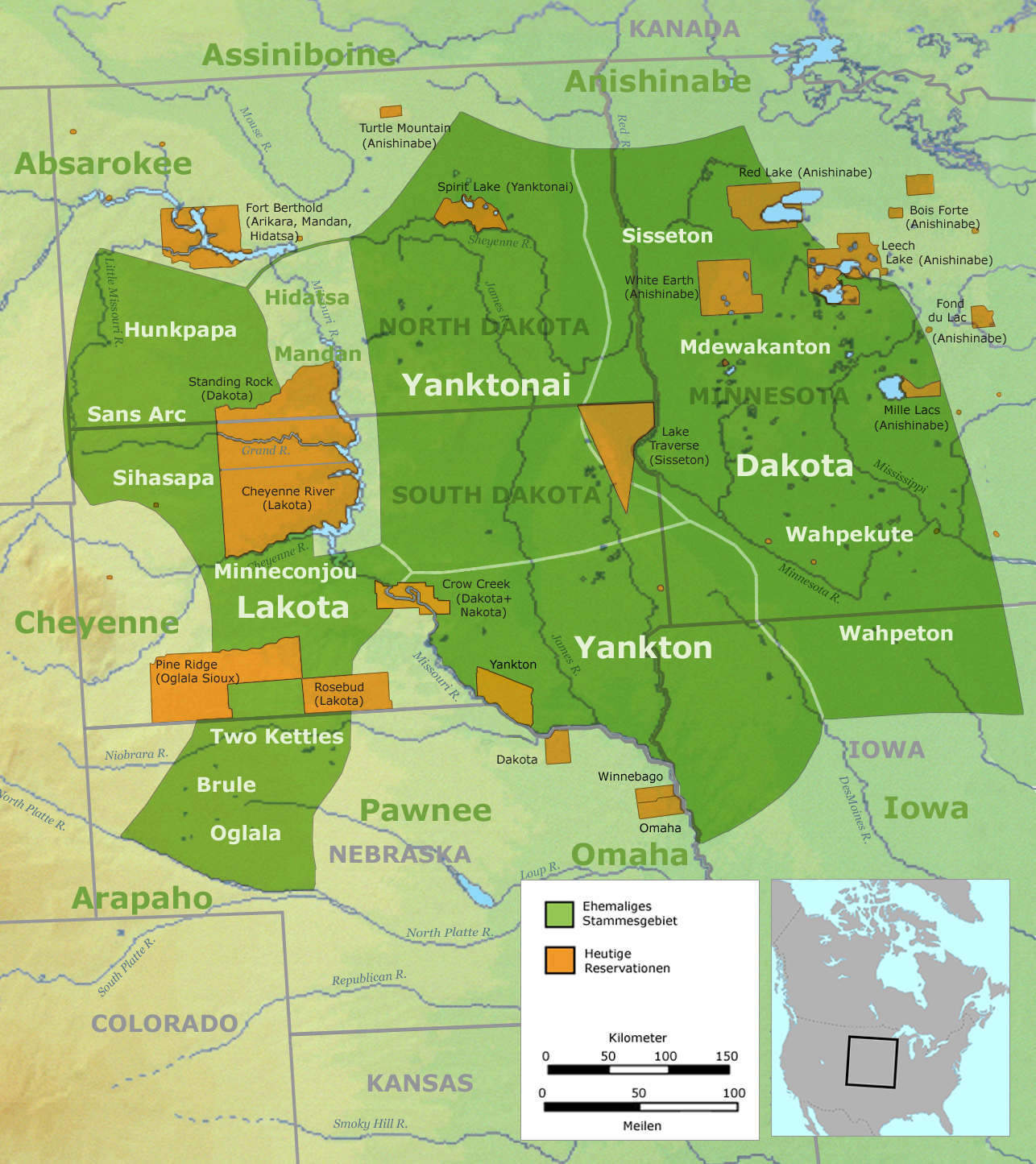
Territori original dels grups Sioux (en verd): els lakota (inclosos els sans arc o Itazipco), els Nakota (Yanktonai i Yankton) i Dakota, així com el territori de les reserves (taronja)

Els Sans Arc, o Itázipčho (Itazipcola, Hazipco - ‘aquells que cacen sense arcs') en lakota, són una subdivisió de la Nació Lakota. Sans Arc és la traducció francesa del nom lakota que vol dir "sense arcs". El traductor de Wooden Leg: A Warrior Who Fought Custer remet el nom com totes les fletxes se'n van. Viuen a la reserva índia de Cheyenne River.
Una de les moltes etimologies folklòriques del nom lakota narra la següent història: el veritable significat de Itazipacola és "sense marques". Això es refereix al fet que els Itazipco eren tan generosos que no marcaven les seves fletxes (eren marcades perquè els guerrers poguessin reclamar el bisó que havien matat), d'aquesta manera tothom podrà participar de la carn de la caça. És per això que quan el Creador va voler donar la canonada al lakota, la Dona Búfal Blanc Wopi la va donar als Itazipco, perquè sempre estaven disposats a compartir-ho.

## Bandes (thiyóšpaye) històriques Itázipčho
Juntament amb els miniconjou (Mnikȟówožu, Hokwoju - ‘Plantes per l'Aigua’) i Two Kettles (Oóhe Núŋpa, Oóhenuŋpa, Oohenonpa - ‘Dues bullides' o ‘Dues Calderes') sovint són coneguts com a Lakota Central i es divideixen en nombroses bandes o thiyóšpaye:
- Itazipco-hca (‘Autèntics Itazipco’)
- Mini sala (‘Aigua Vermella’)
- Sina luta oin o Shinalutaoin (‘Penjolls vermells')
- Woluta yuta (‘Mengaen carn de cérvol seca del quart darrere’,‘menjadors de pernil')
- Maz pegnaka (‘Porten abillaments de metall al pel')
- Tatanka Cesli o Tatankachesli (‘Fems d'un toro búfal')
- Siksicela o Shikshichela (‘Dolentss', ‘Dolents de diferents classes')
- Tiyopa Canupa or Tiyopaoshanunpa (‘Fums a l'entrada’)

## Famosos Sans Arcs
- Spotted Eagle
- Red Bear
- Looks Up
- Circling Bear
- Elk Head
- Black Hawk
- Hump Nose, cap present a la batalla de Little Bighorn.[3]